# 渡辺昇吉
渡辺昇吉（わたなべ しょうきち、1911年（明治44年）1月10日 - 1997年（平成9年）3月17日）は、日本の囲碁棋士。東京浅草出身、棋正社、瓊韻社に所属、九段。雁金準一の娘婿にあたり、藤沢庫之助との十番碁など、日本棋院棋士との対局を行なった。

## 生涯
履物商の父稲垣周三郎は碁好きで、浅草今戸の潮江院で雁金準一、小林鍵太郎、父の腹違いの兄である関源吉らが開いていた必昇会という碁会に参加しており、命名は潮江院の僧に頼んで、必昇会の一字を取って昇吉と名付けられた。その後母方の実家の姓を継いで渡辺姓となる。1923年の浅草歳の市で自転車で怪我をし、その時に世話になった医師と酒屋の息子から碁を教えられた。1924年に雁金に入門し、2年後の1926年に棋正社初段を許される。その後『万朝報』の囲碁欄執筆を行い、1933年に雁金の娘フミと結婚。1935年五段昇段。
新聞統制の対策で読売新聞が静岡新報を買収すると、その囲碁欄を担当し、アマ名人戦を開催、読売の三堀将、覆面子らと親交を持つ。また1941年に雁金が瓊韻社を設立すると、その裏方を取り仕切った。1941年には読売の企画による雁金と呉清源の十番後が5局で中止となり、続いて日本棋院と瓊韻社の若手同士、藤沢庫之助と渡辺の十番碁が行われた。両者ともに六段だったが、渡辺は日本棋院の棋士とそれまで対戦したことがないため手合割が問題となったところ、正力松太郎が「百論一打」として押し切り対戦が実現。第1局は先番渡辺が序盤優勢となったが、白番藤沢がコウ争いで粘って逆転、4目勝ち。第2、3局も藤沢が連勝し、ここで打ち切りとなった。
1960年に読売の第3期最強戦に出場。続いて旧名人戦、棋聖戦にも参加。第2期名人戦予選では3連勝。第4期棋聖戦九段戦では、関山利夫に続いて高川格を破るが、3回戦で梶原武雄に敗れた。1961年九段。棋風は本因坊秀栄に傾倒。アマチュア指導にも力を入れ、棋書の執筆も多い。
対局譜
名誉本因坊に勝利「第4期棋聖戦九段戦2回戦 1979年2月1日 高川格-渡辺昇吉(先番)」

黒1-7は渡辺の愛用の布石。左上黒21から難解な戦いになり、黒51が長考の一手だった。しかし黒57が白58と打たれて悪く、黒59が窮余の手段だった。この後右下隅の黒を動き出して激しい戦いになり、右下白を取り込んで稼ぎながら、中央黒への攻めを巧みにシノいで、147まで黒中押勝ち。

## 著作
- 『囲碁必昇法（全3巻）』1940年
- 『雁金準一打碁選集』（富田忠夫と共編）1963年

他に『定石秘伝』『囲碁格言上達法』『囲碁捨石戦術』『囲碁ハメ手撃退術』『置碁必昇法』『囲碁入門』『やさしい白の打ち方』『囲碁上達の手筋』『三子局の打ち方』『詰碁二百題』などがある。